# Odorheiu Secuiesc
Odorheiu Secuiesc (rumænsk udtale: [odorˌheju sekuˈjesk]; ungarsk: Székelyudvarhely, (ungarsk udtale: [ˈseːkɛjudvɒrhɛj]  ( hør)}; tysk: Odorhellen) er den næststørste kommune i distriktet Harghita i Transsylvanien, Rumænien. I sin korte form er den også kendt som Odorhei på rumænsk og Udvarhely på ungarsk. Byens ungarske navn "Udvarhely" betyder "gårdsplads".
Byen har 31.335 (2021) indbyggere.

## Beliggenhed
Odorheiu Secuiesc ligger øst for det Transsylvanske Plateau, i de vestlige udmundinger af Harghita-bjergene (Munții Harghita), en bjergkæde i Østkarpaterne. Byen ligger ved udmundingen af åen Sărat i den øvre del af Târnava Mare, ca. 50 kilometer sydvest for distriktshovedstaden Miercurea-Ciuc (Szeklerburg).